# Badnjak

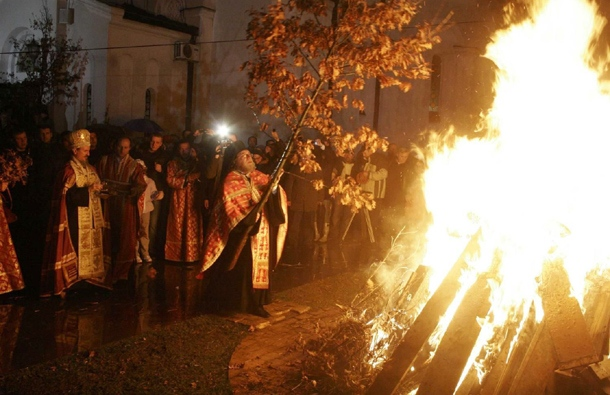
Współczesny obrzęd palenia Badnjaka w cerkwi św. Sawy w Belgradzie, styczeń 2010

Badnjak, Badniak (serb.-chorw. Badnjak, bułg. Bădnik) – zwyczaj ludowy praktykowany wśród Słowian południowych, polegający na paleniu w Wigilię Bożego Narodzenia pniaka lub gałęzi o cechach antropomorficznych, zwłaszcza z symbolizującymi brodę rozgałęzionymi korzeniami (tzw. polano bożonarodzeniowe). Z iskier płonącego Badnjaka wróży się urodzaj na następny rok.
Obrzęd palenia kukły Badnjaka podczas przesilenia letniego lub zimowego pochodzi z czasów przedchrześcijańskich, przeciwstawienie go Bożiczowi sugeruje opozycję umierający – młody zmartwychwstający bóg. Teonim Badnjak pochodzi z praindoeuropejskiego *budh-/*bheudh- „dół, dno” i wykazuje etymologiczne związki z indyjskim Ahi Bundhnją oraz greckim Pytonem, co pozwala dostrzec w Badnjaku symbol wężokształtnego bóstwa chtonicznego, którego śmierć oznaczała początek nowego roku wegetacyjnego.